# Lake Wazeecha
Lake Wazeecha is een plaats (census-designated place) in de Amerikaanse staat Wisconsin, en valt bestuurlijk gezien onder Wood County.

## Demografie
Bij de volkstelling in 2000 werd het aantal inwoners vastgesteld op 2659.

## Geografie
Volgens het United States Census Bureau beslaat de plaats een oppervlakte van 10,2 km², waarvan 9,7 km² land en 0,5 km² water.

## Plaatsen in de nabije omgeving
De onderstaande figuur toont nabijgelegen plaatsen in een straal van 16 km rond Lake Wazeecha.